# Hyperolius ademetzi
Hyperolius ademetzi es una especie de anfibios de la familia Hyperoliidae. Es endémica de Camerún.
Su hábitat natural incluye sabanas secas, praderas tropicales o subtropicales a gran altitud, ríos, lagos de agua dulce, marismas de agua dulce y corrientes intermitentes de agua dulce. Está amenazada de extinción por la pérdida de su hábitat natural.